# Leplaea cedrata
Leplaea cedrata is een plantensoort uit de familie Meliaceae. Het is een grote, dichtbekroonde en groenblijvende boom die een groeihoogte kan bereiken tot 55 meter. De veelal rechte en cilindrische stam is onvertakt tot 26 meter. Jonge pas uitlopende bladeren zijn opvallend rozerood. De soort staat op de Rode Lijst van de IUCN geklasseerd als 'kwetsbaar'.
De soort komt voor van tropisch West-Afrika tot in Oeganda. Hij groeit daar in laaglandregenwouden en bossen met bladverliezende boomsoorten, op hoogtes die variëren van zeeniveau tot 1300 meter. In deze bossen maakt de boom onderdeel uit van het bladerdak.
Delen van de boom worden uit het wild geoogst voor lokaal gebruik als medicijn en vanwege het hout. De schors wordt gebruikt in de traditionele geneeskunde. Er wordt een afkooksel van de schors gemaakt en er wordt een etherische olie uit gewonnen. Traditioneel wordt het hout gebruikt voor kano's, maar wordt ook gebruikt voor woningbouw, vloeren, schrijnwerk, diverse gebruiksvoorwerpen en muziekinstrumenten.

## Synoniemen
- Guarea alatipetiolata De Wild.
- Khaya canaliculata De Wild.
- Guarea cedrata (A.Chev.) Pellegr.
- Trichilia cedrata A.Chev.